# Kerivoula eriophora
Kerivoula eriophora — вид рукокрилих родини Лиликові (Vespertilionidae).

## Поширення
Цей погано відомий вид був записаний тільки в типовій місцевості в Ефіопії. 

## Загрози та охорона
Загрози для цього виду не відомі. Неясно, чи цей вид присутній у котрійсь із природоохоронних територій.